# 伊戈拉赛道
60°30′48″N 30°11′51″E / 60.51333°N 30.19750°E
伊戈拉赛道（俄语：Игора Драйв）是位于俄罗斯列宁格勒州普里奥焦尔斯克区索斯诺沃附近伊戈拉的一个赛车场，距离圣彼得堡54千米。伊戈拉赛道将自2023年起取代索契赛道成为世界一级方程式锦标赛俄罗斯大奖赛的举办地。然而，由于2022年2月开始俄罗斯对乌克兰的特别军事行动，未来俄罗斯的办赛计划被永久搁置。